# Krakówghettoen
Krakóws ghetto var en af de større jødiske ghettoer, som blev oprettet af Nazityskland i Generalguvernementet Polen (sydøstlige Polen) under 2. Verdenskrig. Ghettoen havde omkring 20.000 indbygger og eksisterede i to år fra marts 1941 til marts 1943.
50°02′43″N 19°57′17″Ø / 50.0453°N 19.9547°Ø